# 坐骨神経
坐骨神経（ざこつしんけい）は、多くの動物に於いて同一個体中で最大の直径と長さをもつ末梢神経。

## ヒト
ヒトの場合、腰仙骨神経叢から始まり総腓骨神経と脛骨神経に分かれて終わる。腰仙骨神経叢を構成する末梢神経のうち坐骨神経をなす物は第4、第5腰神経と第1〜第3仙骨神経である（L4〜S3）。
坐骨神経の走行は、腰仙骨神経叢を出た後、梨状筋の前面を通り、下殿神経と共に大坐骨孔（梨状筋下孔）を通って骨盤外へ出て、大腿後面（大殿筋と大腿二頭筋の前面）を下行し、大腿屈筋群（大腿二頭筋、半腱様筋、半膜様筋）と大内転筋へ筋枝を分枝し、膝の裏（膝窩）の上方で2終枝（総腓骨神経と脛骨神経）に分かれる。
症状として坐骨神経痛がある。

## 支配筋
- 半腱様筋
- 半膜様筋
- 大腿二頭筋
- 大内転筋

正確には大内転筋のみが坐骨神経の支配であり、半腱様筋・半膜様筋は坐骨神経の枝である脛骨神経支配である。また大腿二頭筋は坐骨神経の枝である脛骨神経・総腓骨神経の二重神経支配である。

## 関連疾患
- 悪性腫瘍
- 梨状筋症候群